# Trapezites lutea
Trapezites lutea é uma espécie de borboleta da família Hesperiidae.